# Xã Shenango, Quận Mercer, Pennsylvania
Xã Shenango (tiếng Anh: Shenango Township) là một xã thuộc quận Mercer, tiểu bang Pennsylvania, Hoa Kỳ. Năm 2010, dân số của xã này là 3.929 người.